# Gai Servili Gemin
Gai Servili Gemin (en llatí: Gaius Servilius C. f. P. n. Geminus) va ser un magistrat romà, fill del triumvir Gai Servili. Titus Livi l'anomena Gai Servili Gemin, però als Fasti Capitolini apareix només com C. Servilius C. F. P. N.
Se'l menciona l'any 212 aC, quan va ser enviat a Etrúria per comprar gra per les tropes de la guarnició romana de Tàrent, llavors assetjada per Hanníbal. Va aconseguir penetrar a la ciutat assetjada i entregar els subministraments. El 210 aC va ser escollit pontífex al lloc de Tit Otacili Cras. El 209 aC va ser edil plebeu; i el 208 aC edil curul. Mentre exercia aquest darrer càrrec va ser cridat a servir com a magister equitum del dictador Tit Manli Torquat.
El 206 aC va ser pretor i va obtenir Sicília com a província. El 203 aC era cònsol amb Gneu Servili Cepió. Va obtenir Etrúria com a província i d'allí va marxar a la Gàl·lia Cisalpina on casualment va alliberar al seu pare de la captivitat que durava ja 15 anys. Com que no podia ser tribú, ni edil plebeu mentre el pare (que ja havia estat assegut a cadira curul) era viu, es va presentar una rogatio per alliberar-lo de les conseqüències (ne C. Servilio fraudi esset) puix que no sabia que el pare era viu.
El 202 aC va ser nomenat dictador pel cònsol Marc Servili Pàlex Gemin per celebrar els comicis, i va ser la darrera persona que va exercir aquest càrrec fins a Sul·la.
El 201 aC era un dels decemvirs encarregats del repartiment de terres entre els veterans que havien lluitat a Àfrica amb Publi Corneli Escipió Africà Major.
El 183 aC va ser escollit pontífex màxim al lloc de Publi Licini Cras. Va morir l'any 180 aC.